# Ballaghaderreen
Ballaghaderreen (Iers: Bealach an Doirín) is een dorp in het Ierse graafschap Roscommon. Het dorp is zetel van het rooms-katholieke bisdom Achonry.
Ballaghaderreen lag tot 1898 in Mayo maar werd in dat jaar door een grenswijziging overgeheveld naar County Roscommon. De plaatselijke GAA-club speelt nog steeds in de competitie van Mayo GAA.